# Солдатская слобода (Астрахань)
Солда́тская слобода́ — один из исторических районов Астрахани, расположен в Кировском административном районе города к востоку от реки Кутум, отделяющей его от района Больших Исадов и одноимённого рынка. Ограничен улицами Софьи Перовской, Каховского и Валерии Барсовой и южной частью площади Карла Маркса.
С 1993 года исторический район имеет статус охраняемого памятника градостроительства регионального значения.
Название слободы связано с тем, что до революции на её территории размещались солдаты астраханского линейного батальона, исторически в ней также проживали корабелы и лодейщики.

## Застройка
Основу исторической застройки района составляют малоэтажные здания дореволюционного периода, в том числе деревянные, среди них значительное количество памятников архитектуры. На территории Солдатской слободы расположены Иоанно-Предтеченский мужской монастырь и Церковь Введения во храм Пресвятой Богородицы.